# Rugby Africa Silver Cup 2017
La Rugby Africa Silver Cup del 2017 fue la primera edición después de la reorganización de la Africa Cup. De los 4 equipos que participaron, 3 habían disputado el torneo División 1B de la temporada pasada y el restante es Marruecos campeón de la División 1C del mismo año.
Se jugó en formato de eliminatoria, con dos partidos de semifinales y los ganadores se enfrentaron por el título. Los partidos se celebraron en el estadio del Club Olympique (C.O.C.) de Casablanca, Marruecos. El equipo local se consagró campeón y obtuvo el ascenso a la Gold Cup 2018 y continúa en carrera por la clasificación a Japón 2019.

## Equipos participantes
- Selección de rugby de Botsuana (The Vultures)
- Selección de rugby de Costa de Marfil (Éléphants)
- Selección de rugby de Madagascar (Les Makis)
- Selección de rugby de Marruecos (Leones del Atlas)

## Play off
|  | Semifinales     | Semifinales     |   |            | Final        | Final      |  |
|  | 5 de julio      | 5 de julio      |   |            | 8 de julio   | 8 de julio |  |
|  |                 |                 |   |            |              |            |  |
|  |                 |                 |   |            |              |            |  |
|  | Marruecos       | 57              |   |            |              |            |  |
|  | Madagascar      | 33              |   |            |              |            |  |
|  |                 |                 |   |            |              |            |  |
|  |                 |                 |   |            |              |            |  |
|  |                 |                 |   |            | Marruecos    | 8          |  |
|  |                 | Costa de Marfil | 3 |            |              |            |  |
|  |                 |                 |   |            |              |            |  |
|  |                 |                 |   |            |              |            |  |
|  |                 |                 |   |            | Tercer lugar |            |  |
|  |                 |                 |   |            |              |            |  |
|  | Botsuana        | 25              |   | Madagascar | 47           |            |  |
|  | Costa de Marfil | 58              |   |            | Botsuana     | 9          |  |

## Semifinales
| 5 de julio | Marruecos | 57 - 33 | Madagascar |  |  |
|            |           | Reporte |            |  |  |

| 5 de julio | Botsuana | 25 - 58 | Costa de Marfil |  |  |
|            |          | Reporte |                 |  |  |

## Tercer puesto
| 8 de julio | Madagascar | 47 - 19 | Botsuana |  |  |
|            |            | Reporte |          |  |  |

## Final
| 8 de julio | Marruecos | 8 - 3   | Costa de Marfil |  |  |
|            |           | Reporte |                 |  |  |

| Bandera de Marruecos            |
| Campeón de Silver Cup Marruecos |
| Primer título                   |